# Серхіо Мантовані
Серхіо Мантовані (італ. Sergio Mantovani; 22 травня 1929, Кузано-Міланіно, Королівство Італія — 23 лютого 2001, Мілан, Італія) — італійський автогонщик, пілот Формули-1 (1953—1955). Брав участь в восьми Гран-прі Чемпіонату світу Формули-1, дебютувавши 13 вересня 1953 року в Гран-прі Італії. Двічі фінішував п'ятим, заробивши 4 очки. На позазалікових Гран-прі він фінішував третім на Гран-прі Сіракуз 1954 року і Гран-прі Риму 1954 року.